# زيادة الوزن

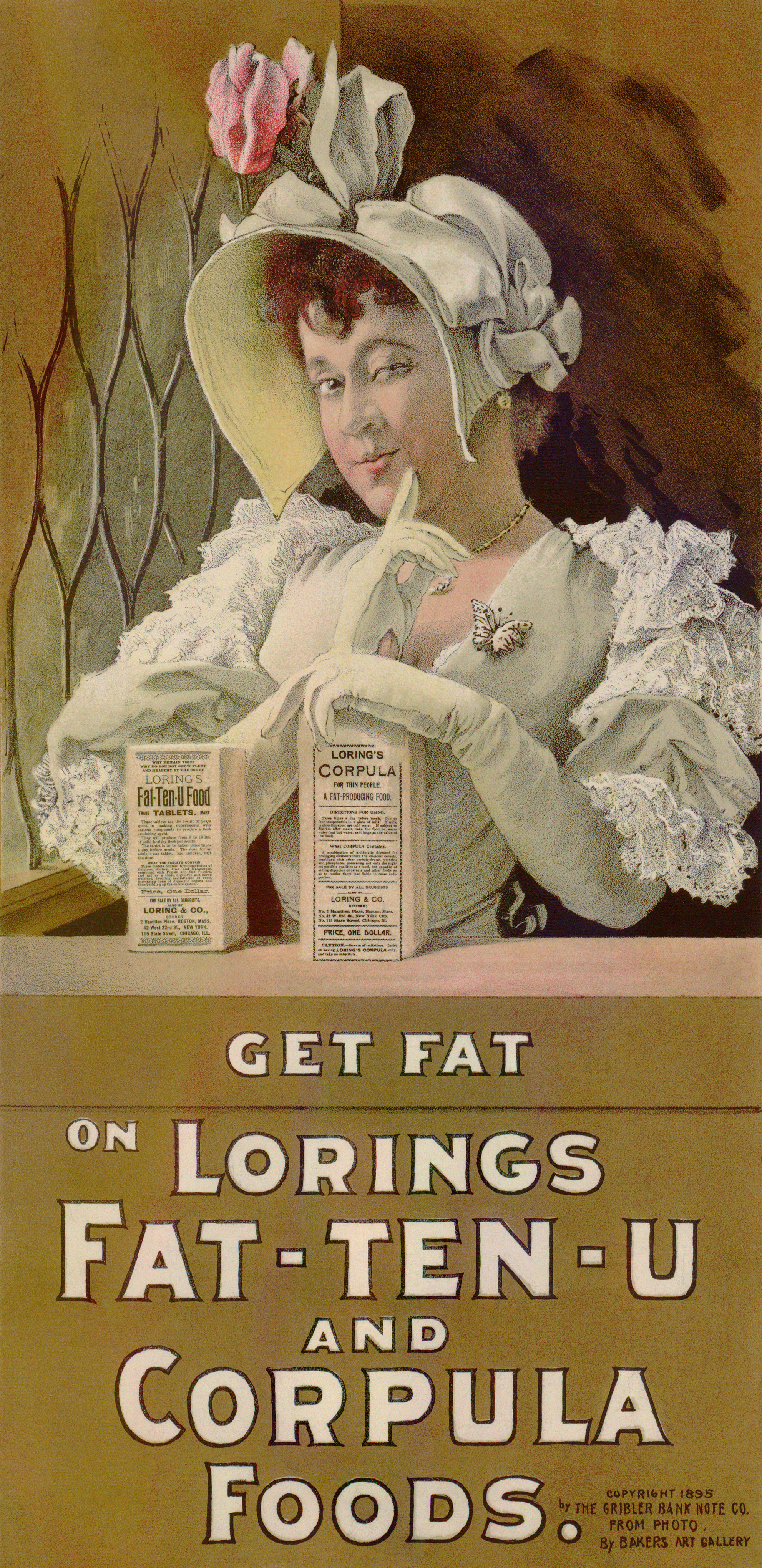

زيادة الوزن أو زيادة الدهون يشير إلى زيادة نسبة الدهون في الجسم مقارنة بالصحة المثالية، وتعتبر زيادة الوزن شائعة بشكل خاص، عندما تكون الإمدادات الغذائية وفيرة، وأنماط الحياة مستقرة. اعتبارًا من عام 2003، وصل الوزن الزائد إلى نسب وبائية على مستوى العالم، حيث يعاني أكثر من مليار شخص من زيادة الوزن أو السمنة، وفي عام 2013 زاد هذا إلى أكثر من مليارَين.
وقد لوحظت زيادات في جميع الفئات العمرية، حيث يتطلب الجسم السليم كمية دنيا من الدهون لضمان حسن سير العمل في الأجهزة الهرمونية، التناسلية، الجهاز المناعي، مثل العزل الحراري، وامتصاص الصدمات للمناطق الحساسة، وكطاقة للاستخدام في المستقبل. لكن تراكم الكثير من الدهون المخزنة يمكن أن يضعف الحركة والمرونة ويغير مظهر الجسم.

## تشخيص، وتصنيف
يتم وصف الدرجة، التي يكون فيها الشخص زائد الوزن بشكل عام، من خلال مؤشر كتلة الجسم (BMI).
يتم تعريف زيادة الوزن على أنها: مؤشر كتلة الجسم من 25 أو أكثر، وبالتالي فإنه يشمل ما قبل السمنة المحددة كمؤشر كتلة الجسم بين 25 و 30، والسمنة على النحو المحدد في مؤشر كتلة الجسم من 30 أو أكثر.ومع ذلك، غالباً ما يتم استخدام البدانة، والوزن الزائد بالتبادل، وبالتالي إعطاء زيادة الوزن تعريفًا شائعًا لمؤشر كتلة الجسم يتراوح بين 25-30. ومع ذلك، هناك عدة طرق أخرى شائعة لقياس مقدار السمنة أو الدهون الموجودة في جسم الفرد.
- مؤشر كتلة الجسم

مؤشر كتلة الجسم (BMI)، هو مقياس لوزن الشخص مع مراعاة طوله، تُعطى بالمعادلة التالية: مؤشر كتلة الجسم يساوي وزن الشخص (الكتلة) بالكيلوغرام مقسومًا على مربع ارتفاع الشخص بالأمتار. وبالتالي فإن الوحدات هي كجم / م 2 ولكن عادةً ما تستخدم قياسات مؤشر كتلة الجسم ويتم كتابتها بدون وحدات. يوفر مؤشر كتلة الجسمتمثيلًا أكثر دقة لمحتوى الدهون في الجسم من مجرد قياس وزن الشخص. يرتبط فقط بشكل معتدل مع كل من نسبة الدهون في الجسم وكتلة الدهون في الجسم (R2 من 0.68).لا تأخذ بعين الاعتبار بعض العوامل مثل الحمل أو كمال الأجسام؛ ومع ذلك، فإن مؤشر كتلة الجسم هو انعكاس دقيق لنسبة الدهون في غالبية السكان البالغين.
- مؤشر حجم الجسم

تم تصميم مؤشر حجم الجسم (BVI) في عام 2000 كجهاز كمبيوتر، بدلاً من القياس اليدوي، لقياس جسم الإنسان للسمنة وبديل عن BMIBVI يستخدم برنامج ثلاثي الأبعاد لإنشاء صورة دقيقة للشخص حتى يتمكن BVI من التمييز بين الأشخاص الذين لديهم نفس تصنيف مؤشر كتلة الجسم، ولكن لديهم شكل مختلف وتوزيع مختلف للوزن. يقيس مؤشر كتلة الجسم الأماكن التي يوجد بها وزن الشخص والدهون في الجسم، بدلاً من الوزن الكلي أو إجمالي محتوى الدهون وتركز على الوزن الذي يتم إجراؤه حول البطن، المعروف باسم السمنة المركزية. كان هناك قبول في السنوات الأخيرة بأن الدهون والوزن في البطن حول البطن يشكلان خطراً أكبر على الصحة.
- وزن بسيط

يتم قياس وزن الشخص ومقارنته بالوزن المثالي المقدر. هذه هي الطريقة الأسهل والأكثر شيوعًا، ولكنها الأقل دقة، فهي تقيس فقط كمية واحدة (الوزن) وغالبًا لا تأخذ في الاعتبار العديد من العوامل مثل الطول، ونوع الجسم، والكمية النسبية من كتلة العضلات.
- ثنية الجلد، أو اختبار قرصة الجلد

ويكون في عدة نقاط محددة على الجسم هو مقروص ويقاس سمك الطية الناتجة. يقيس هذا سمك طبقات الدهون الموجودة تحت الجلد، والتي يتم من خلالها قياس قياس إجمالي كمية الدهون في الجسم. يمكن أن تكون هذه الطريقة دقيقة إلى حد كبير بالنسبة للعديد من الأشخاص، ولكنها تفترض أنماطًا معينة لتوزيع الدهون على الجسم - والتي قد لا تنطبق على جميع الأفراد، ولا تمثل رواسب الدهون التي لا تحت الجلد مباشرة. أيضًا، بما أن القياس والتحليل يشتملان عمومًا على درجة عالية من الممارسة والتفسير، تتطلب النتيجة الدقيقة أن يؤديها المحترف. لا يمكن القيام به بشكل عام من قبل المرضى أنفسهم.
- تحليل المعاوقة الكهربائية الحيوية

يتم تمرير تيار كهربائي صغير عبر الجسم لقياس مقاومته الكهربائية، نظرًا لأن الدهون والعضلات تقوم بالكهرباء بشكل مختلف، يمكن أن توفر هذه الطريقة قياسًا مباشرًا لنسبة الدهون في الجسم، بالنسبة إلى كتلة العضلات، في الماضي، كان لا يمكن تنفيذ هذه التقنية بشكل موثوق إلا من قِبل محترفين مدربين لديهم معدات متخصصة، ولكن أصبح من الممكن الآن شراء مجموعات اختبار منزلية تتيح للأشخاص القيام بذلك بأنفسهم بحد أدنى من التدريب. على الرغم من البساطة المحسنة لهذه العملية على مر السنين، إلا أن هناك عددًا من العوامل التي يمكن أن تؤثر على النتائج، بما في ذلك الماء ودرجة حرارة الجسم، لذلك لا تزال بحاجة إلى بعض الحذر عند إجراء الاختبار للتأكد من دقة النتائج.
- الوزن الهيدروستاتيكي (متعلق بتوازن الموائع)

تعتبر هذه التقنية واحدة من أكثر الطرق دقة لقياس دهون الجسم، وتشمل الغمر الكامل لشخص في الماء، مع معدات خاصة لقياس وزن الشخص أثناء المغمورة. ثم يتم مقارنة هذا الوزن بـ «الوزن الجاف» كما هو مسجل خارج الماء لتحديد كثافة الجسم الكلية. نظرًا لأن الدهون أقل كثافة من العضلات، فإن التطبيق الدقيق لهذه التقنية يمكن أن يوفر تقريبًا معقولًا لمحتوى الدهون في الجسم. ومع ذلك، تتطلب هذه التقنية معدات متخصصة باهظة الثمن ومهنيين مدربين لإدارتها بشكل صحيح.
- الأشعة السينية ثنائية الطاقة (DEXA)

تم تطوير DEXA للتصوير في الأصل لقياس كثافة العظام، ويستخدم أيضًا لتحديد محتوى الدهون في الجسم بدقة من خلال استخدام كثافة أنسجة الجسم المختلفة لتحديد أجزاء الجسم التي تحتوي على الدهون. يعتبر هذا الاختبار دقيقًا عمومًا، ولكنه يتطلب قدراً كبيراً من المعدات الطبية باهظة الثمن والمهنيين المدربين لأداء.
الطريقة الأكثر شيوعًا لمناقشة هذا الموضوع والأسلوب المستخدم بشكل أساسي من قبل الباحثين والمؤسسات الاستشارية، هي مؤشر كتلة الجسم.
تختلف تعريفات زيادة الوزن باختلاف العرق، التعريف الحالي المقترح من قبل المعاهد الوطنية الأمريكية للصحة (NIH) ومنظمة الصحة العالمية (WHO) يعين البيض والأسبان والسود مع مؤشر كتلة الجسم من 25 أو أكثر من زيادة الوزن. بالنسبة للآسيويين، فإن الوزن الزائد هو مؤشر كتلة الجسم بين 23 و 29.9، والسمنة لجميع الفئات هي مؤشر كتلة الجسم من 30 أو أكثر.
مؤشر كتلة الجسم، ومع ذلك، لا يفسر النقيض من كتلة العضلات، وبعض العوامل الوراثية النادرة، والشباب جدا، وبعض الاختلافات الفردية الأخرى. وبالتالي، من الممكن أن يكون لدى الأفراد الذين يقل مؤشر كتلة الجسم لديهم عن 25 من الدهون الزائدة في الجسم، بينما قد يكون لدى الآخرين مؤشر كتلة الجسم أعلى بكثير دون الوقوع في هذه الفئة، بعض الطرق المذكورة أعلاه لتحديد الدهون في الجسم هي أكثر دقة من مؤشر كتلة الجسم ولكنها تأتي مع تعقيد إضافي.
إذا كان الفرد يعاني من زيادة الوزن ولديه دهون زائدة في الجسم، فقد يؤدي ذلك إلى مخاطر صحية أو يؤدي إلى ذلك. ومع ذلك، تظهر التقارير أن زيادة الوزن الخفيف إلى السمنة قليلاً - حيث يتراوح مؤشر كتلة الجسم بين 24 و 31.9 - قد يكون مفيدًا بالفعل وأن الأشخاص الذين لديهم مؤشر كتلة الجسم بين 24 و 31.9 قد يعيشون فعليًا أطول من الوزن الطبيعي أو الأشخاص الذين يعانون من نقص الوزن.

## الآثار الصحية
بينما يتم قبول النتائج الصحية السلبية المرتبطة بالسمنة داخل المجتمع الطبي، فإن الآثار الصحية لفئة زيادة الوزن أكثر إثارة للجدل.
وجهة النظر المقبولة عمومًا هي أن زيادة الوزن تسبب مشاكل صحية مشابهة للسمنة، ولكن بدرجة أقل. قدرت مراجعة أجريت عام 2016 أن خطر الوفاة يزيد بنسبة 7 في المائة بين الأشخاص الذين يعانون من زيادة الوزن، حيث يتراوح مؤشر كتلة الجسم لديهم بين 25 و 27.5 و 20 في المائة بين الأشخاص الذين يعانون من زيادة الوزن ويبلغ مؤشر كتلة الجسم لديهم 27.5 إلى 30.
وجدت دراسة فرامنغهام للقلب أن زيادة الوزن عند سن الأربعين تقلل من متوسط العمر المتوقع بمقدار ثلاث سنوات، كما أن زيادة الوزن تزيد من خطر قلة الدم ونقص التنفس لدى الرجال.
ومع ذلك، وجدت كاثرين فليغال وآخرون أن معدل وفيات الأفراد الذين يصنفون على أنهم يعانون من زيادة الوزن (مؤشر كتلة الجسم 25 إلى 30) قد يكون في الواقع أقل من أولئك الذين لديهم وزن «مثالي» (مؤشر كتلة الجسم 18.5 إلى 25)، مع ملاحظة أن العديد من الدراسات تبين أن أدنى معدل للوفيات هو مؤشر كتلة الجسم يقترب من 25.
تم تحديد زيادة الوزن كسبب للسرطان، ومن المتوقع أن يتفوق التدخين على أنه السبب الرئيسي للسرطان في البلدان المتقدمة حيث تتضاءل حالات السرطان المرتبطة بالتدخين.
الرفاه النفسي هو أيضا في خطر للفرد يعانون من زيادة الوزن بسبب التمييز الاجتماعي. ومع ذلك، لا يتأثر الأطفال دون سن الثامنة عادةً. تبين أن زيادة الوزن لا تؤدي إلى زيادة معدل الوفيات لدى كبار السن: في دراسة أجريت على 70 إلى 75 عامًا من الأستراليين، كانت الوفيات أقل بالنسبة للأفراد «ذوي الوزن الزائد» (مؤشر كتلة الجسم 25 إلى 30)، أثناء دراسة من الكوريين وجدوا أنه، من بين أولئك الذين تتراوح أعمارهم بين 65 عامًا أو أكثر، فإن زيادة مؤشر كتلة الجسم إلى أكثر من 25 عامًا لم ترتبط بزيادة خطر الوفاة.

## الأسباب
عادة ما يكون الوزن الزائد، عن طريق زيادة السعرات الحرارية (عن طريق الأكل) أكثر مما ينفقه الجسم (عن طريق التمارين والنشاط اليومي)، تشمل العوامل التي قد تساهم في هذا الخلل:
- إدمان الكحول.
- اضطرابات الأكل، (مثل الشراهة عند تناول الطعام)
- الاستعداد الوراثي.
- الاختلالات الهرمونية (على سبيل المثال، الدرقية).
- نوم غير كافي، أو رديء الجودة.
- ممارسة الرياضة البدنية محدودة، ونمط الحياة الرتيبة.
- سوء التغذية.
- اضطرابات التغذية الغذائية، والتي يمكن أن يكون سببها متكرر.
- محاولات لانقاص الوزن، عن طريق ركوب الدراجات الثقيلة.
- الإفراط في الطعام.
- الأدوية نفسية التأثير، (مثل، أولانزابين).
- الإقلاع عن التدخين وغيرها من المنبهات.
- الضغط العصبي ( الإجهاد النفسي ) .

الأشخاص الذين يعانون من مرض السكري المعتمد على الأنسولين، والذين يعانون من جرعة زائدة مزمنة من الأنسولين قد يكتسبون الوزن، في حين أن الأشخاص الذين يعانون من زيادة الوزن بالفعل قد يصابون بتحمل الأنسولين، وعلى المدى الطويل يصابون بمرض السكري من النوع الثاني.

## العلاج
العلاجات المعتادة للأشخاص الذين يعانون من زيادة الوزن هي اتباع نظام غذائي، وممارسة الرياضة البدنية.
ينصح أخصائيو التغذية عمومًا بتناول العديد من الوجبات المتوازنة التي يتم توزيعها خلال اليوم، مع مزيج من التمارين الجسدية التدريجية، والهوائية بشكل أساسي. لأن هذه العلاجات العامة تساعد معظم حالات السمنة، فهي شائعة في جميع مستويات الأفراد الذين يعانون من زيادة الوزن .

## المصدر
- ترجمة مقالة من ويكيبيديا الإنجليزية (Overweight).

```
     
```